# 紗帽山

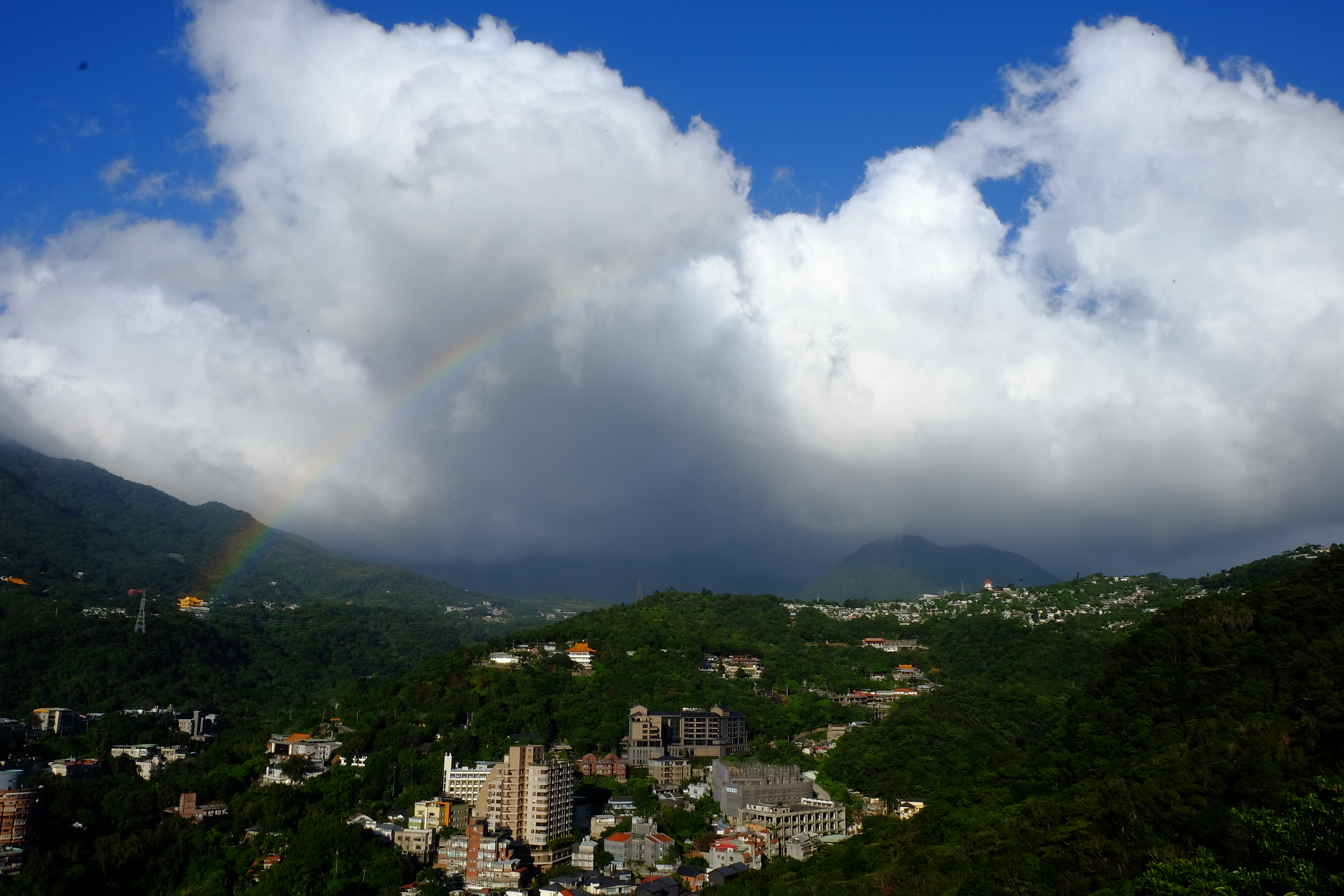
丹鳳山眺望紗帽山

紗帽山位於台灣陽明山國家公園境內，屬於台北市北投區，海拔高度643公尺，其為七星山的寄生火山，因其形似於烏紗帽，故有此名。其火山溫泉吸引遊人。此外紗帽山擁有副熱帶和熱帶的生態景觀。
台灣日治時期在1935年始政四十周年記念臺灣博覽會會場上展出草山（陽明山）十二景，而紗帽山就是七月景的草山莽毒展。紗帽山和北方的尖山之間的峽谷名為「尖帽峽」，在日治時代是別墅區。
紗帽山的遠處看起還中間有個山凹，看起來有兩個山頭，所以被稱為紗帽山，不過也有人覺得像屁股而被戲稱為屁股山，作家曹俊彥便以此寫了一本繪本《屁股山》。

## 外部連結
- 陽明山國家公園-紗帽山